# Concepción Pardiñas
Concepción Pardiñas är en ort i Mexiko.   Den ligger i kommunen Cuautinchán och delstaten Puebla, i den sydöstra delen av landet, 130 km öster om huvudstaden Mexico City. Concepción Pardiñas ligger 2 199 meter över havet och antalet invånare är 840.
Terrängen runt Concepción Pardiñas är kuperad norrut, men söderut är den platt. Terrängen runt Concepción Pardiñas sluttar söderut. Runt Concepción Pardiñas är det ganska glesbefolkat, med 40 invånare per kvadratkilometer. Närmaste större samhälle är Amozoc de Mota, 11,9 km nordväst om Concepción Pardiñas. Trakten runt Concepción Pardiñas består i huvudsak av gräsmarker.